# Mezőszilas
Mezőszilas è un comune dell'Ungheria di 2.300 abitanti (dati 2001). È situato nella contea di Fejér. Il suo nome era Szilasbalhás.